# Полтава-Київська
Полта́ва-Ки́ївська — вантажна станція 1-го класу Полтавської дирекції Південної залізниці на електрифікованій лінії Полтава — Ромодан між роз'їздом Шведська Могила (4 км) та станцією Супрунівка (4 км). Розташована в середмісті Полтави, наприкінці вулиці Вокзальна.

## Історія
Станція відкрита у 1901 році під первинною назвою Полтава-Місто, одночасно з будівництвом залізничної лінії Київ — Полтава — Лозова. Після 1917—1920 років здобула сучасну назву.
Під час Другої світової війни будівля вокзалу була зруйнована. Відновлена по закінченню війни. У 1955 році зведена існуюча будівля вокзалу за проєктом архітектора З. Котлярової.
Неподалік станції у повоєнну добу було збудовано ряд промислових підприємств, переважно харчової промисловості, що зумовило подальше значення станції як великої вантажної.
У 2002 році станція та пристанційна територія була реконструйована, збудовано надколійний пішохідний перехід. У червні 2002 року завершена електрифікація дільниці Сагайдак — Полтава-Київська змінним струмом (~25 кВ). На станцію вперше в історії розпочався рух поїздів під електротягою.

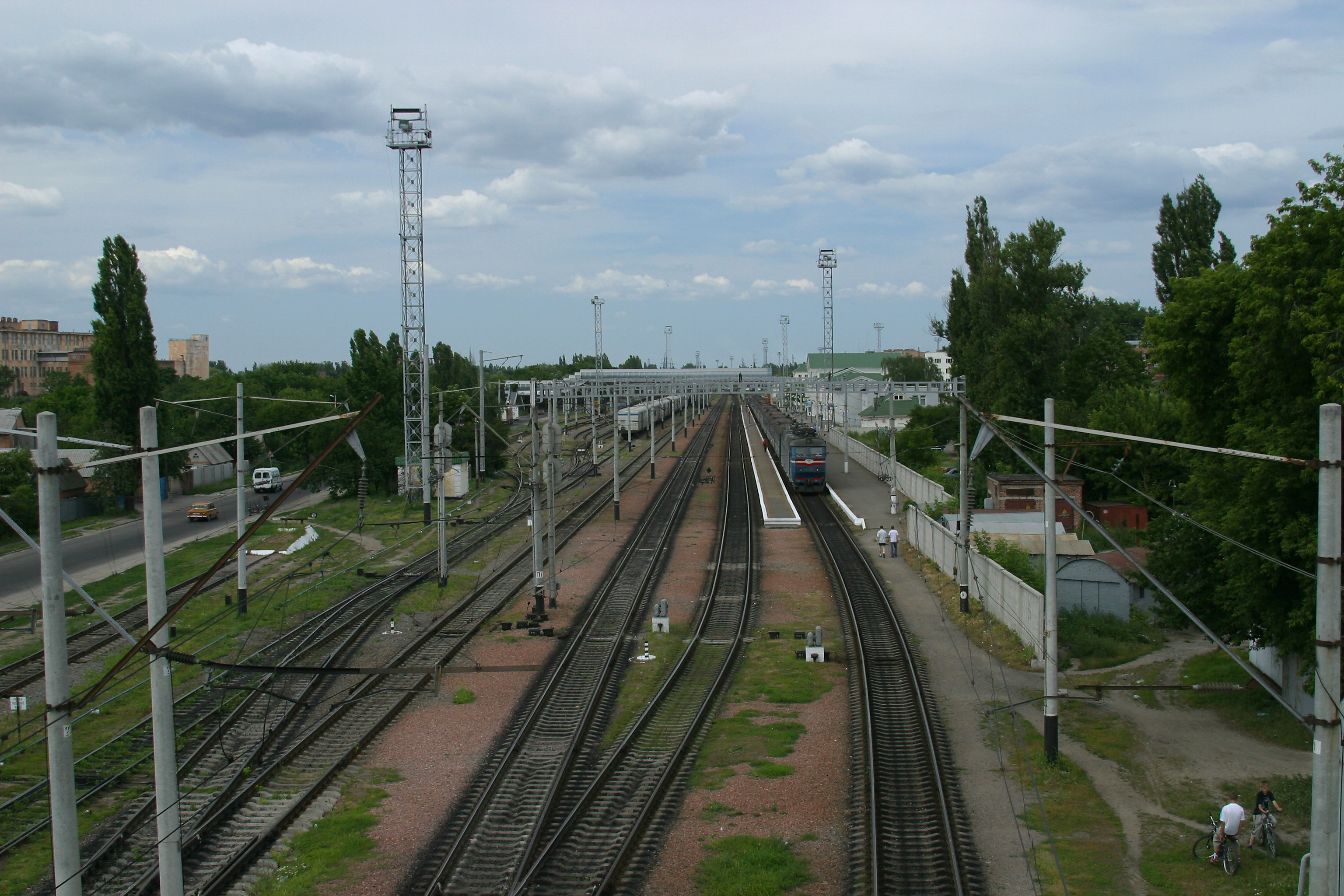
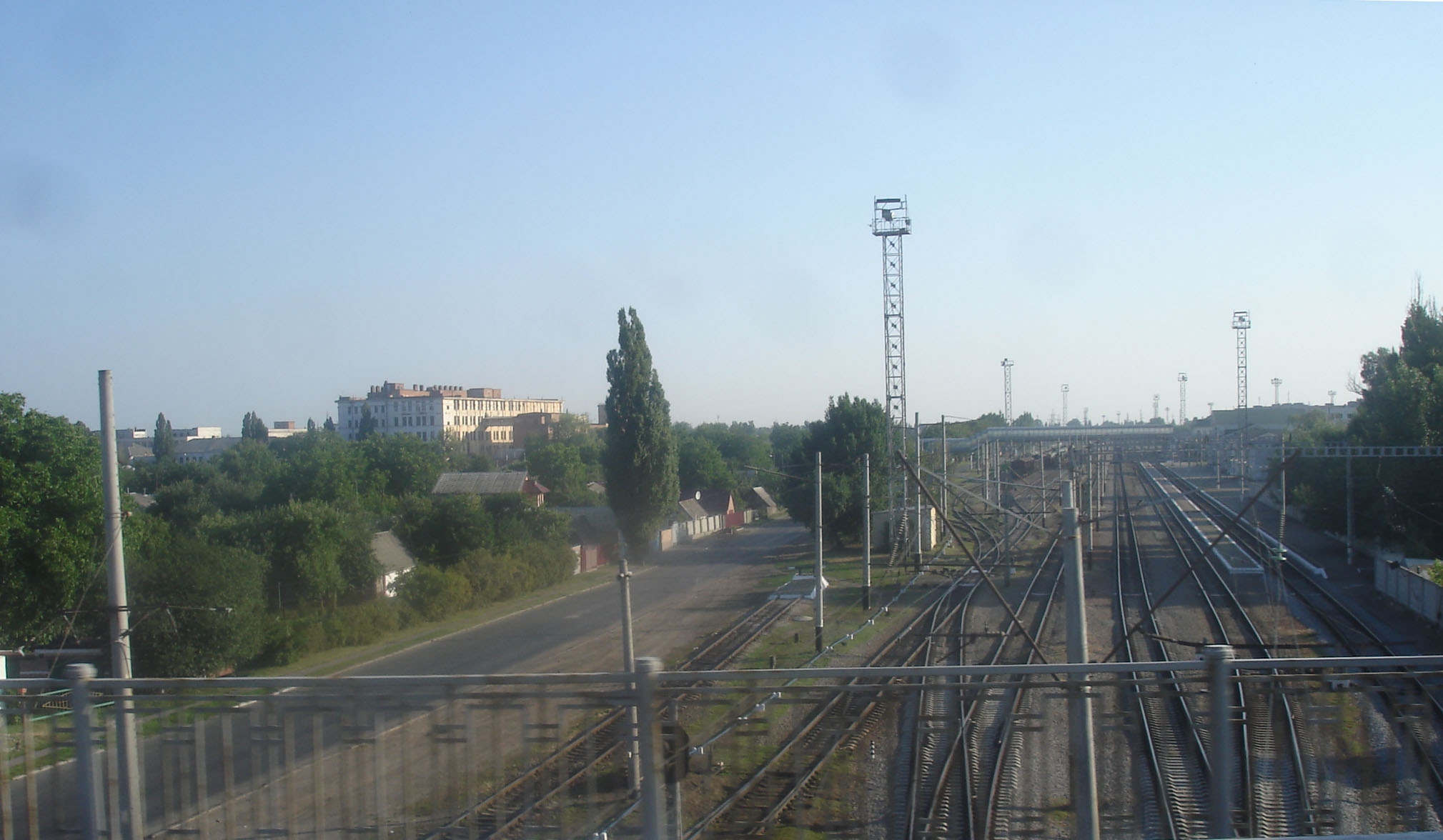

У 2007 року відкрито руху електрифікованою лінією далі на схід, в бік Харкова. Однак всім поїздам, що прямують в бік Харкова, замінюють локомотиви — зі зміннострумового електровоза (наприклад, ВЛ80, ЧС4, ЧС8) на двосистемний (ВЛ82), оскільки лінія Полтава — Люботин електрифікована до станції Огульці змінним струмом, а після неї за нейтральною вставкою, яка здатна пропускати лише двосистемні електровози у напрямку Люботина, лінія електрифікована постійним струмом (=3 кВ). Сама ж станція через те не є повноцінною станцією стикування. У напрямку Києва процедура ж проводиться навпаки — з двосистемного на зміннострумовий.

## Пасажирське сполучення

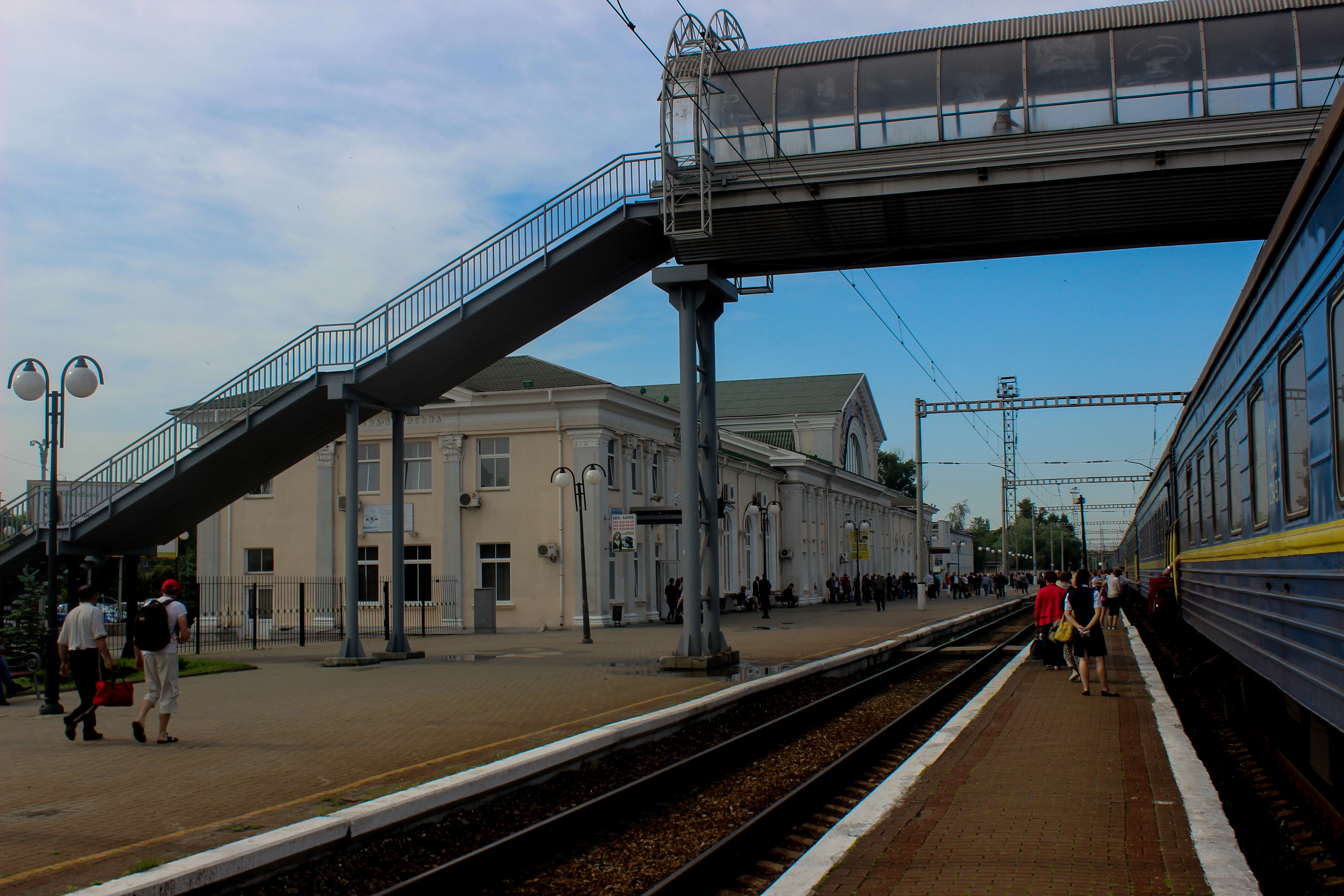
Платформи станції Полтава-Київська

На станції Полтава-Київська зупиняються всі поїзди далекого та приміського сполучення.
На Привокзальній площі знаходиться приміська автостанція «Київська» та кінцева зупинка тролейбусного маршруту № 16,що сполучає вокзал Полтава-Київська із автовокзалом та до кінцевої зупинки «Вулиця Героїв України» (маршрут відкритий З 1 серпня 2024 року). З 11 квітня 2022 року тимчасово скасований тролейбусний маршрут № 1, який сполучав вокзал станції Полтава-Київська з вокзалом станції Полтава-Південна (випуск тролейбусів посилений на маршрут № 4, який дублює маршрут на 95 %, у ранковий пік інтервал на маршруті № 4 складає від 7 до 20 хвилин).

## Галерея

Панорама Привозальної площі
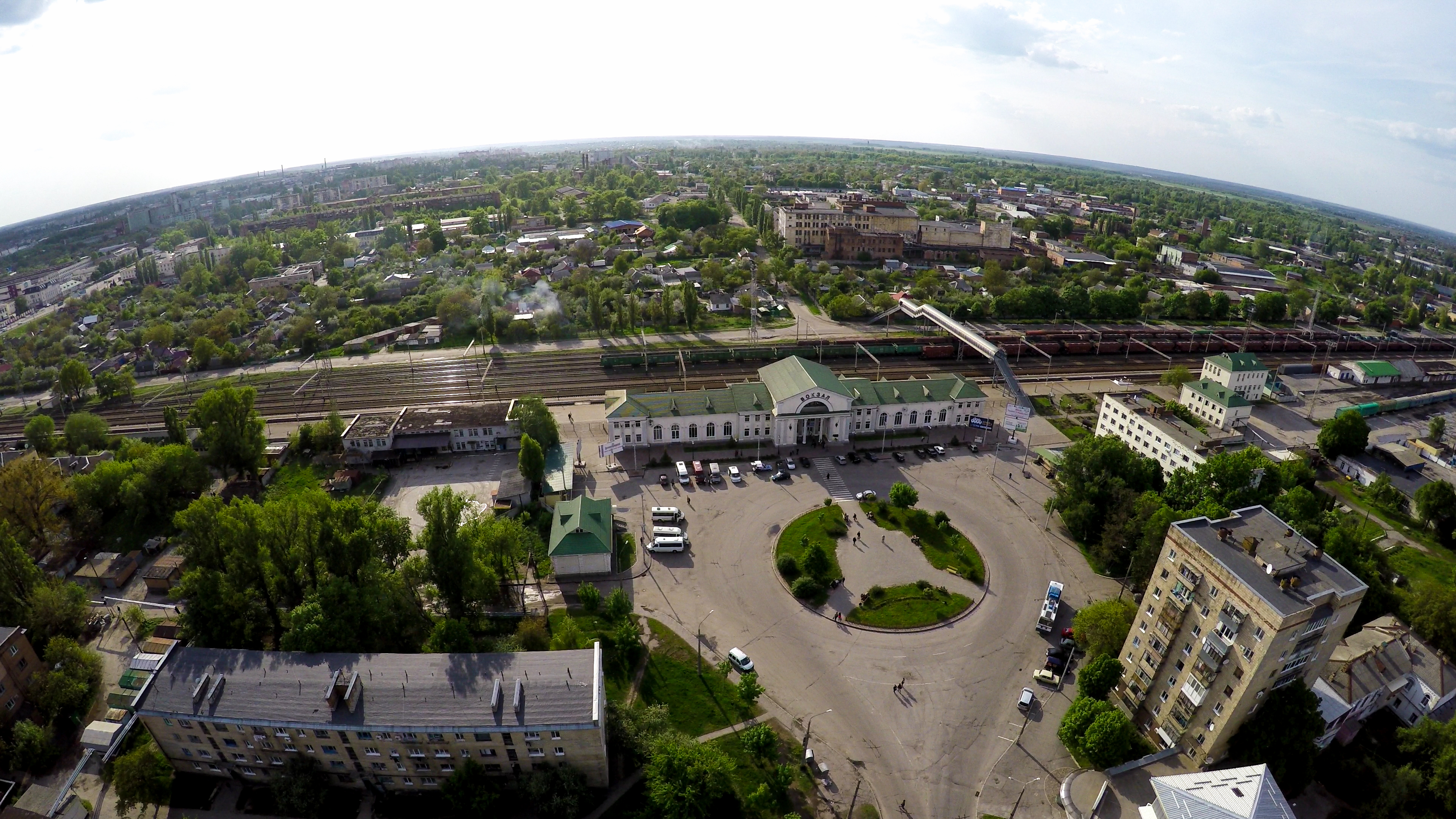
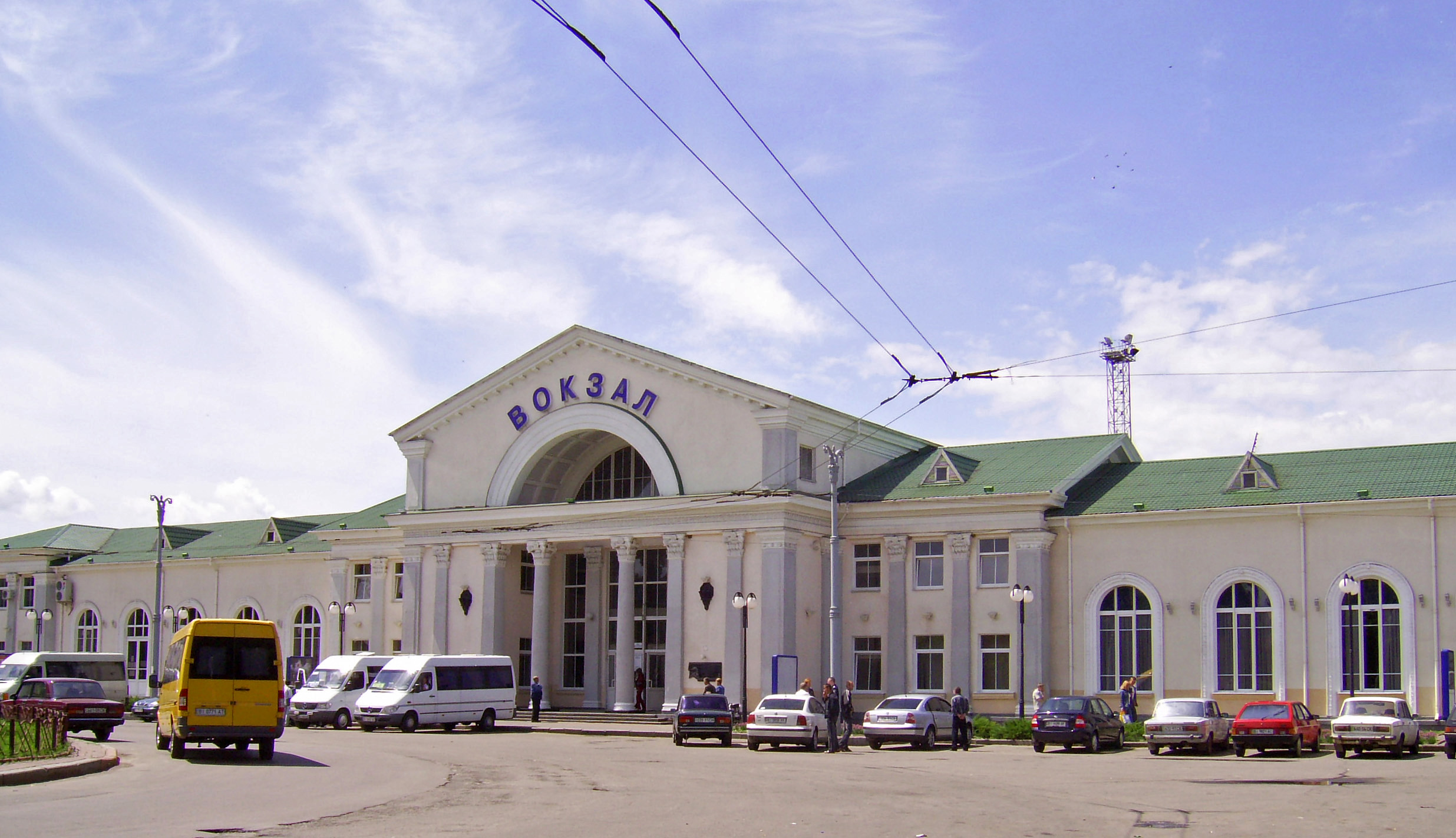
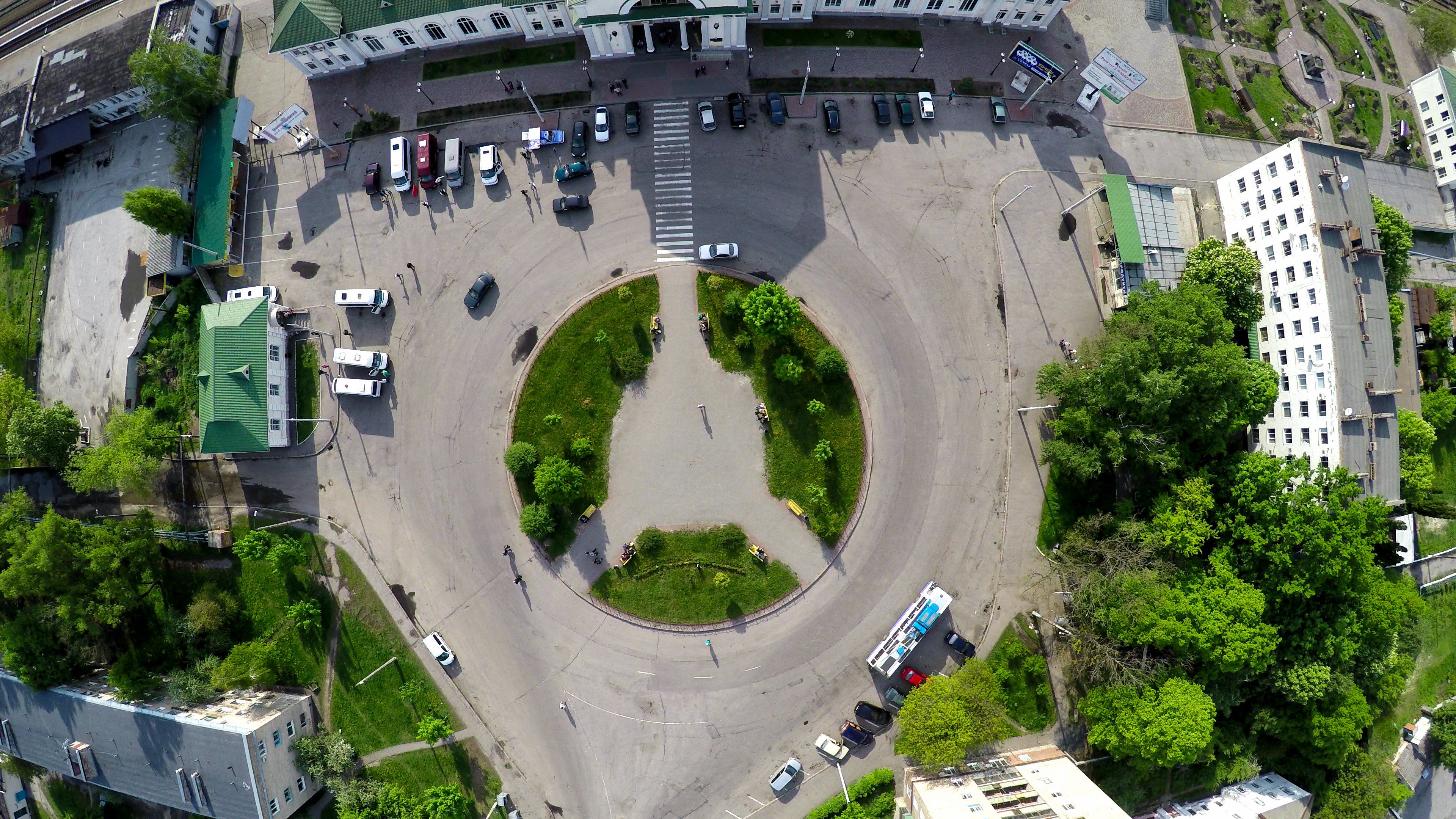
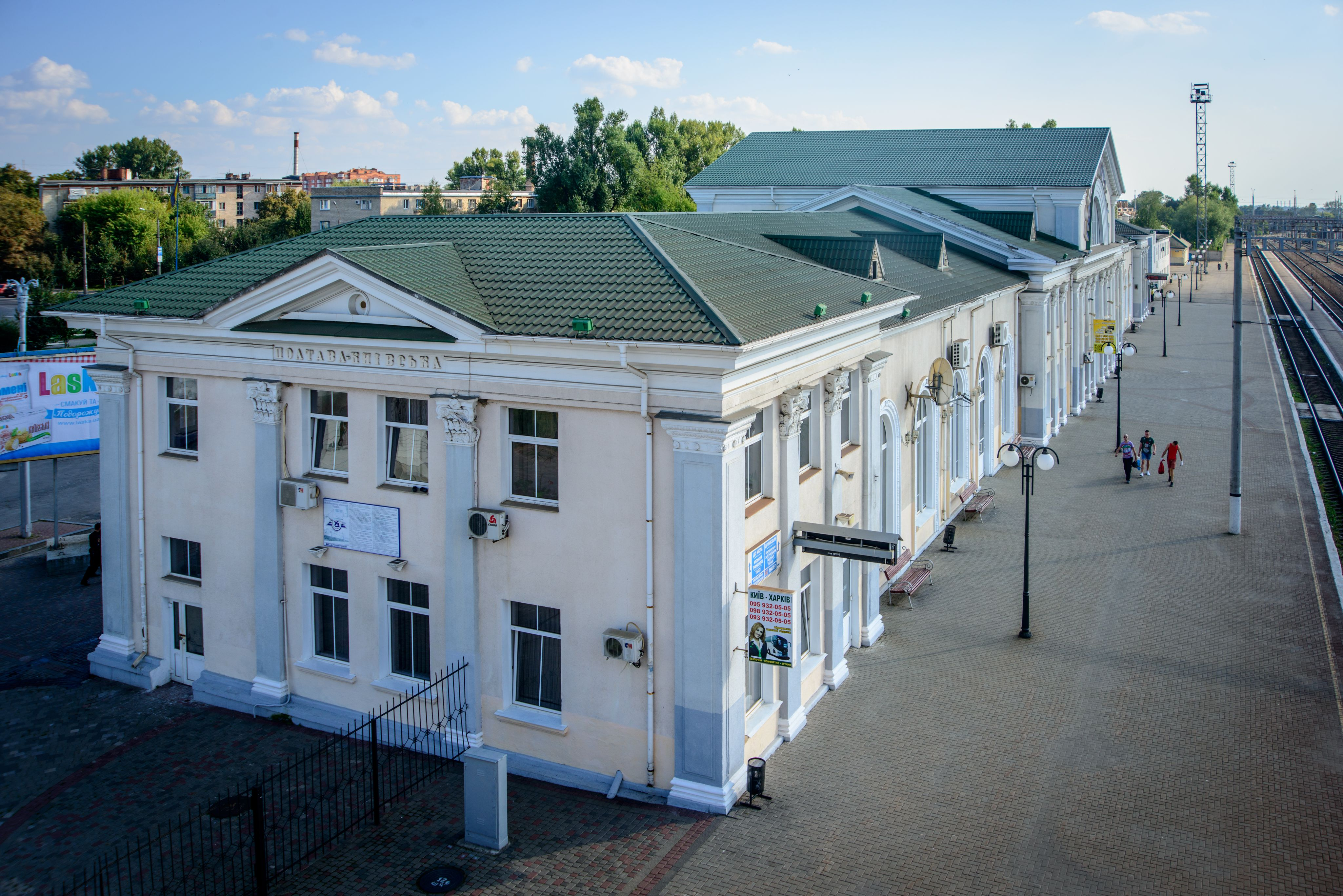
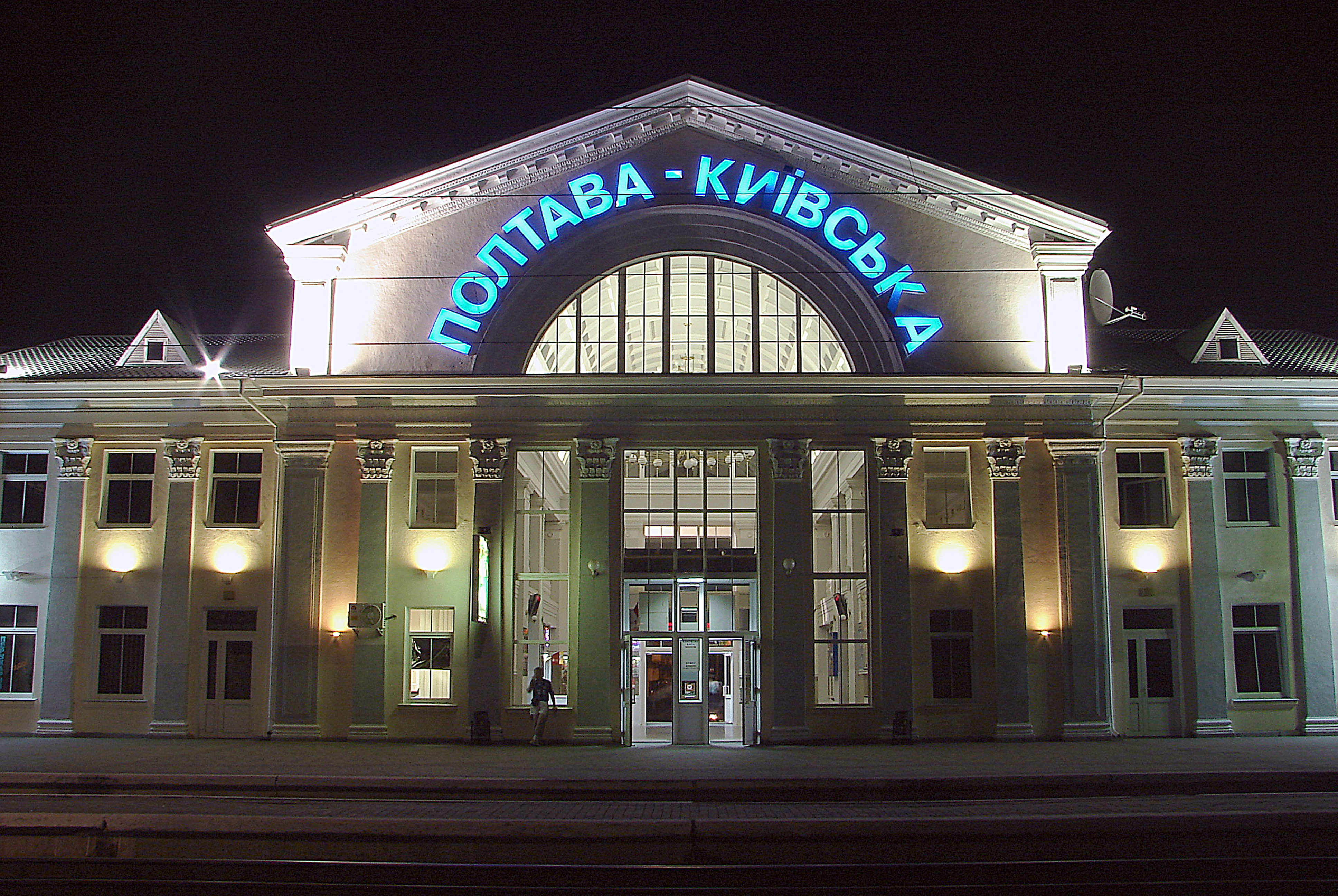
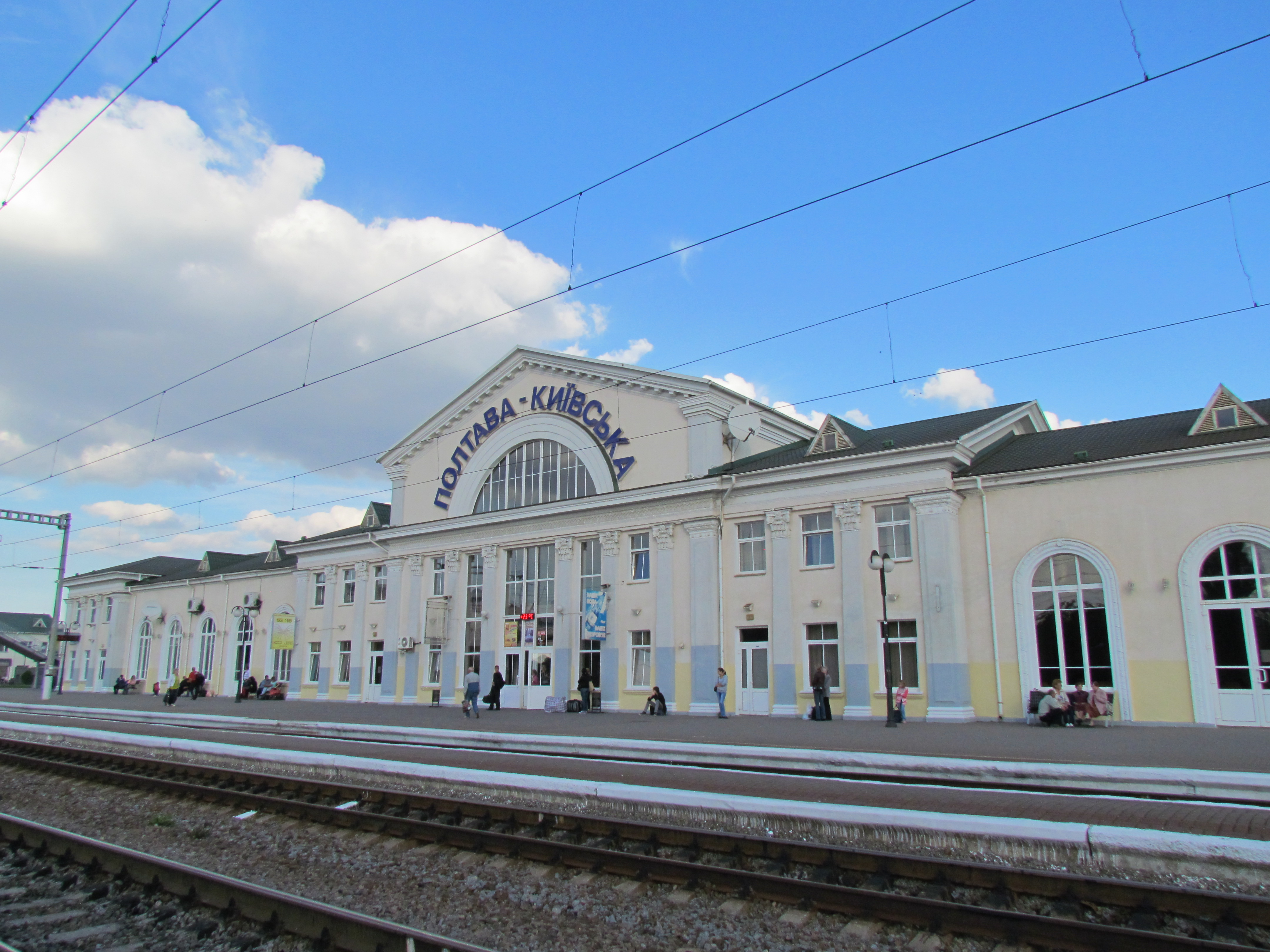